# Кот-Флері
Кот-Флері (фр. Côte Fleurie; або Квіткове узбережжя) — це хоронім, який відповідає західній частині берегової лінії Пеї-д'Ож на затоці Сени в Нормандії. Простягається приблизно на 40 км між Мервіль-Франсвіль-Плаж, в гирлі річки Орн, навпроти Уїстреама на захід і Онфлера в гирлі Сени на сході. Воно є частиною східного узбережжя Нижньої Нормандії на Ла-Манші на північ від Pays d'Auge у департаменті Кальвадос. Узбережжя між містами Трувіль-сюр-Мер і Онфлер, хоча і є частиною Кот-Флері, називається Кот-де-Грас. Дів-сюр-Мер знаходиться на узбережжі Кот-Флері, але не має пляжу чи набережної. Берег Кот-де-Накр продовжується на захід від гирла річки Тук.

## Короткий опис

Довіль у Прекрасній епосі Ежена Будена.

Кажуть, що Ремон Кустан де Янвіль, президент садівничого товариства району, був першим, хто використав назву «Квітковий берег» в 1903 році: «як є Лазурний берег на Середземному морі, завдяки нам є Кот Флері на Ла-Манші!».
Ця назва «Côte Fleurie» стала туристичною концепцією, поширеною з розвитком туризму та необхідністю розрізняти різні ландшафти французького узбережжя, узагальнюючи головну характеристику, яка відрізняє його від інших (Французька Рив'єра, Берег Перламутру, Кот д'Альбатр, Кот д'Емерод та ін.)
Термін відноситься до усміхненої та квітучої сільської місцевості внутрішньої місцевості, зокрема, до квітучих яблунь, а також до багатьох відомих морських курортів, які зберігають у цій перспективі багато садів, які розташовані зі сходу на захід :
- Трувіль-сюр-Мер;
- Довіль;
- Бенервіль-сюр-Мер;
- Блонвіль-сюр-Мер;
- Віллер-сюр-Мер;
- Ульгат;
- Дайвс-сюр-Мер;
- Кабур;
- Ле-Хом-Варавіль;
- Мервіль-Франсвіль-Пляж;
- Салленель.